# Клеменс Венцел фон Метерних
Клеменс Венцел фон Метерних  или кнез Метерних (Кобленц, 15. мај 1773 — Беч, 11. јун 1859) је био аустријски државник, политичар и вероватно најзначајнији дипломата свога времена. Одиграо је велику улогу током преговора на Бечком конгресу. Од 1809. је министар спољних послова Аустрије и око 40 година је био стварни владар у Аустрији. Заједно са руским царем оснивач је Свете алијансе. У унутрашњој политици изградио је познати "Метернихов систем" - класичан полицијски режим, усмерен и против либералних тежњи и против националних покрета присутних широм Аустријског царства. Главно средство којим се овај систем служио у борби против револуционарних покрета била је цензура. 

## Детињство и младост
Клеменс Метерних је рођен у кући Метерних 15. маја 1773. у породици Франца Георга Карла грофа од Метерних-Винебурга од Бејлштајна, дипломате који је прешао из надбискупије Трира у службу царског двора, и његове супруге грофице Марије Беатрикс Алојзија фон Кагенек. Име је добио у част принца Клеменса Вацлауса од Саксоније, надбискупа-изборника Трира и бившег послодавца његовог оца. Он је био најстарији син и имао је једну старију сестру Паулину (1772–1855), жену војводе Фердинанда од Виртемберга. У време његовог рођења, породица је поседовала разрушену кулу у Бејлштајну, замак у Винебергу, имање западно од Кобленца, и још једно у Кенигсварту, Бохемија, освојено током 17. века. У то време Метернихов отац, кога савременик описује као „досадног брбљивца и хроничног лажова“, био је аустријски амбасадор на дворовима три рајнска електора (Трир, Келн и Мајнц). Метерниховим образовањем руководила је његова мајка, под јаким утицајем њихове близине Француској; Метерних је боље говорио француски него немачки. Као дете ишао је у званичне посете са својим оцем и, под вођством протестантског учитеља Џона Фредерика Сајмона, подучавао се академским предметима, пливању и коњаништву.
У лето 1788, Метерних је почео да студира право на Универзитету у Стразбуру, матурирао је 12. новембра. Док је био студент, неко време је боравио код принца Максимилијан од Цвајбрикена, будућег краља Баварске. У то време Симон га је описао као „срећног, згодног и симпатичног“, иако ће савременици касније причати како је био лажов и хвалисавац. Метерних је напустио Стразбур у септембру 1790. да би присуствовао октобарском крунисању Леополда II у Франкфурту, где је обављао углавном почасну улогу церемонијалног маршала у католичкој клупи Колеџа грофова Вестфалије. Ту се, под окриљем свог оца, сусрео са будућим Фрањом II и опуштено изгледао међу пратећим племством.
Између краја 1790. и лета 1792. Метерних је студирао право на Универзитету у Мајнцу, стичући конзервативније образовање него у Стразбуру, граду у који је повратак сада био небезбедан. Лети је радио са својим оцем, који је био именован за опуномоћеног и ефективног владара Аустријске Холандије. У марту 1792. Франц је наследио место цара Светог римског царства и крунисан је у јулу, дајући Метерниху репризу његове раније улоге церемонијалног маршала. У међувремену је Француска објавила рат Аустрији, чиме је започео Рат прве коалиције (1792–1797) и онемогућио Метернихово даље студирање у Мајнцу. Сада у служби свог оца, послат је на специјалну мисију на фронт. Овде је водио испитивање француског министра рата маркиза де Бернонвила и неколико пратећих комесара Националне конвенције. Метерних је посматрао опсаду и пад Валенсијена, касније се осврћући на њих као на значајне лекције о ратовању. Почетком 1794. послат је у Енглеску, наводно по службеном послу, помажући виконту Десандруену, од стране генералног благајника аустријске Холандије, да преговара о зајму.

## Брак и Раштатски конгрес
У Енглеској се састао са краљем у неколико наврата и ручавао са бројним утицајним британским политичарима, укључујући Вилијама Пита, Чарлса Џејмса Фокса и Едмунда Берка. Такође је ручавао са познатим композитором Јозефом Хајдном и његовим импресариом Јоханом Петером Саломоном након што је видео неколико њихових концерата на Хановерском тргу. Било је то на једном од ових концерата где је у публици препознао свог некадашњег учитеља Андреаса Хофмана који је касније деловао као шпијун у Енглеској за Французе. Метерних је именован за новог опуномоћеног министра у Aустријској Холандији и напустио је Енглеску у септембру 1794. По доласку је затекао прогнану и немоћну владу у стрмоглавом повлачењу од најновијег француског напредовања. У октобру је ревитализована француска војска упала у Немачку и анектирала сва имања Метерниха осим Кенигсварта. Разочаран и погођен оштром критиком политике свог оца, придружио се родитељима у Бечу у новембру. Дана 27. септембра 1795. оженио се грофицом Елеонором фон Кауниц-Ритберг, унуком бившег аустријског канцелара Венцела Антона, принца од Кауниц-Ритберга. Брак је организовала Метернихова мајка и увела га је у бечко друштво. Ово је несумњиво био део мотивације за Метерниха, који је показао мање наклоности према њој него она према њему. Отац невесте, принц Кауниц, поставио је два услова: прво, још увек млада Елеонора је требало да настави да живи код куће; и друго, Метерниху је забрањено да служи као дипломата све док је принц још жив. Њихова ћерка Марија рођена је јануара 1797. године.

## Министар
Након аустријског пораза против Наполеона, Метерних је 1809. постао министар спољних послова. После Наполеоновога пораза у Русији 1812, Метерних се окренуо политици неутралности, па је постао посредник у преговорима Наполеона са Русијом и Пруском. У јуну 1813. срео се са Бонапартом у Дрездену и при томе му је рекао да је изгубио. После неуспелих преговора са Наполеоном Метерних је Аустрију увукао у рат против Француске. Наполеон му је рекао: „Срешћемо се у Бечу“.

## Пост-наполеонска Европа
Метерних је био кључни и доминантни преговарач Бечког конгреса. За време преговора посебно се свађао са руским царем Александром I због руских планова о Пољској. Најтеже питање конгреса је била Пољско-Саксонска криза. Руси и Пруси су предложили да пруски и аустријски део при деоби Пољске припадне Русији, која ће створити независно пољско краљевство у персоналној унији са Русијом са Александром I Романовом као краљем. Метерних је покушао да створи коалицију са британским преговарачима и са пруским канцеларом. План му није успео, јер су Пруси подржали руски план. Због тога је Метерних шокирао Прусе својим потписивањем савеза 3. јануара 1815. са Британијом и Француском. Тим споразумом су претили ратом, ако Пруска анектира Саксонију. Саксонија је представљала компензацију, коју су Руси нудили Пруској у замену за Пољску. Због тога су Русија и Пруска морале мало попустити, па је Пруска добила 40% Саксоније. Русија није добила све што је желела у Пољској, јер је војводство Познањ припало Пруској, а Краков је постао слободан град. Метерних је тако спасио Саксонију, али Аустрија није добила делове Пољске, које је имала из треће деобе Пољске.
Метерних је имао са Пруском, Хановером, Баварском и Виртембергом тешке преговоре о организацији Немачке. Новонастали савез зван Немачка конфедерација носио је Метернихов печат. 
Метернихово најзначајније достигнуће у годинама после Бечког конгреса било је наговарање и пристанак руског цара да постане заштитник старога реда. Тако је руски цар 1820. на конгресу у Тропау пристао да се гуши Наполитанска побуна и одбио је да помогне грчку побуну против Османског царства. Претворили су Свету Алијансу у антиреволуционарну организацију и бастион конзерватизма. Метерних је постао реакционарни заштитник права краљева и царева у времену појаве демократских тежњи. Имао је слободне руке да преко 30 година предводи спољашњу политику Аустрије, а посебно након смрти 1835. цара Франца I Аустријскога. Због чињенице да је Метерних доминирао аустријском политиком и да је најбоље оличавао дух европске политике, период од 1815. до револуција 1848. назива се Метернихово доба.

## Оставка
Револуција 1848. године означила је крај његове власти. Народ Беча је захтевао његову смену, тако да је дао оставку 13. марта 1848. Уз помоћ Ротшилда побегао је у Енглеску. Вратио се у Аустрију три године касније. Иако није поново био на положају, постао је близак саветник цара Франца Јозефа I, Умро је у Бечу 11. јуна 1859.

## Конзервативизам
Метернихов конзервативни погледи на свет снажно су утицали на исход Бечког конгреса. Веровао је да су људи навикли на старе институције и да су незаконите националне револуције, као оне у Француској или Грчкој. Принцип легитимитета имао је кључну улогу у поновном успостављању старих држава, као нпр Папске државе или враћања бурбонске династије у Француској. Метерних је издао посебне декрете 1819. да се врши полицијски надзор универзитета, јер је сматрао студенте и професоре одговорним за ширење радикалних либералних идеја. 

## Кисинџерово проучавање
Метерниха су савременици сматрали бриљантним, а многи се и касније диве бриљантном управљању спољном политиком. Хенри Кисинџер је проучавао Метерниха. О њему је писао и у својој докторској тези. Хвалио је Метерниха због успостављања равнотеже великих сила у Европи и одржања крхког Аустријског царства на окупу. 